# Øistein Schirmer
Øistein Schirmer, född 11 april 1879, död 24 maj 1947, var en norsk gymnast.
Schirmer tävlade för Norge vid olympiska sommarspelen 1912 i Stockholm, där han var med och tog guld i lagtävlingen i fritt system. 